# Каллас назавжди
«Каллас назавжди» — музична драма Франко Дзефіреллі, головні ролі у якій виконали Фанні Ардан, Джеремі Айронс.

## Сюжет
Марія Каллас — оперна діва, яка живе усамітнено в Парижі та тужить за втраченим голосом і славою. Ларрі Келлі — музичний продюсер і вірний друг співачки намагається підтримати її. Він пропонує зніматися Каллас у фільмах, використовуючи записи її попередніх виступів. Вагання співачки розвінчує її економка, до якої приєдналися переконливі Сара Келлер і художник Майкл. Після тріумфального повернення Марії Каллас вона робить спробу заспівати «Тоску» без використання записів. Однак роль виявилася не під силу її теперішньому голосові. Розчарувавшись, співачка відмовляється брати участь у проєкті.

## У ролях
| Актор          | Персонаж     | Роль                      |
| -------------- | ------------ | ------------------------- |
| Фанні Ардан    | Марія Каллас | оперна співачка           |
| Джеремі Айронс | Ларрі Келлі  | музичний продюсер         |
| Анна Леліо     | Бруна        | економка                  |
| Джоан Плаурайт | Сара Келлер  | журналістка               |
| Джей Роден     | Майкл        | художник                  |
| Габріель Гарко | Марко        | виконавець ролі дона Хосе |
| Роберто Санчес | Співак       | виконавець Ескамільо      |
| Хустіно Діас   | Співак       | виконавець Скарпіа        |

## Створення фільму

### Виробництво
Зйомки фільму відбувалися в Румунії, Іспанії та Франції.

### Знімальна група
- Кінорежисер — Франко Дзефіреллі
- Сценаристи — Франко Дзефіреллі, Мартін Шерман
- Кінопродюсери — Ріккардо Тоцци, Джованнелла Занноні
- Кінооператор — Енніо Гуарнієрі
- Кіномонтаж — Шон Бартон
- Артдиректор — Луїджі Кінтілі
- Художник по костюмах — Анна Анні, Алессандро Лаі, Альберто Сп'яцці
- Композитор — Алессіо Влад
- Підбір акторів — Айлін Стагер, Емма Стайл[3].

## Сприйняття

### Критика
Фільм отримав змішані відгуки. На сайті Rotten Tomatoes оцінка фільму становить 42 % на основі 59 відгуку від критиків (середня оцінка 5,4/10) і 55 % від глядачів із середньою оцінкою 3,3/5 (1 573 голоси). Фільму зарахований «гнилий помідор» від кінокритиків та «розсипаний попкорн» від глядачів, Internet Movie Database — 6,6/10 (1 864 голоси), Metacritic — 49/100 (20 відгуків критиків) і 5,4/10 від глядачів (7 голосів).

### Номінації та нагороди
| Нагороди та номінації фільму «Каллас назавжди» | Нагороди та номінації фільму «Каллас назавжди» | Нагороди та номінації фільму «Каллас назавжди» | Нагороди та номінації фільму «Каллас назавжди» | Нагороди та номінації фільму «Каллас назавжди» | Нагороди та номінації фільму «Каллас назавжди» |
| Рік                                            | Кінофестиваль/кінопремія                       | Категорія/нагорода                             | Номінант                                       | Результат                                      |                                                |
| ---------------------------------------------- | ---------------------------------------------- | ---------------------------------------------- | ---------------------------------------------- | ---------------------------------------------- | ---------------------------------------------- |
| 2003                                           | Золотий Чак                                    | Найкращий дизайн костюмів                      | Анна Анні, Алессандро Лаі, Альберто Сп'яцці    | Номінація                                      |                                                |
| 2003                                           | Гойя                                           | Найкращий дизайн костюмів                      | Анна Анні, Алессандро Лаі, Альберто Сп'яцці    | Номінація                                      |                                                |
| 2003                                           | Срібна стрічка                                 | Найкращий дизайн костюмів                      | Анна Анні, Алессандро Лаі, Альберто Сп'яцці    | Номінація                                      |                                                |
| 2003                                           | Yoga Awards                                    | Найгірший іноземний актор                      | Джеремі Айронс                                 | Перемога                                       |                                                |